# Raisbeck
Raisbeck – przysiółek w Anglii, w Kumbrii, w dystrykcie (unitary authority) Westmorland and Furness. W latach 1870–1872 osada liczyła 214 mieszkańców.